# لوئیجی سالا
لوئیجی سالا (انگلیسی: Luigi Sala؛ زادهٔ ۲۱ فوریهٔ ۱۹۷۴) بازیکن فوتبال اهل ایتالیا است.
از باشگاه‌هایی که در آن بازی کرده‌است می‌توان به باشگاه فوتبال کیه‌وو ورونا، باشگاه فوتبال اودینزه، باشگاه فوتبال باری، باشگاه فوتبال سمپدوریا، باشگاه فوتبال کومو، باشگاه فوتبال آتالانتا، و باشگاه فوتبال آ.ث. میلان اشاره کرد.